# Горобец, Павел Матвеевич
Павел Матвеевич Горобец (укр. Павло Матвійович Горобець; 15 (28) января 1905, Полтава, Полтавской губернии Российской империи — 25 октября 1974, там же) — украинский советский живописец-пейзажист, художник-журналист.

## Биография
Жил и работал в Полтаве. В 1926—1932 учился в Художественной студии Г. Цисса, затем в Харьковском художественном институте у Н. Бурачека и С. Розенбаума.
Член Ассоциации художников Красной Украины с 1926. Позже — член Союза художников СССР.
С 1926 — постоянный участник всех областных, а также многочисленных республиканских и всесоюзных художественных выставок.
С 1927 по 1936 г. плодотворно работал как художник-журналист в редакции газеты «Большевик Полтавщины», преподавал рисование в художественных студиях, писал декорации для областного театра.
Участник Великой Отечественной войны.
С 1946 и до конца жизни работал сначала как научный сотрудник, а с 1963 — директор Полтавского Художественного музея.
Похоронен на Монастырском кладбище Полтавского Крестовоздвиженского монастыря.

## Творчество
Мастер лирического пейзажа и натюрморта. Автор многочисленных живописных работ — небольших лирических пейзажей Полтавщины, Ворсклы.
Пейзажам художника присущ тонкий лиризм, задушевность, любовь к природе Полтавщины. Итогом его творчества стала персональная выставка в Киеве (1973) и посмертная в Полтаве (1975).
Известный украинский художник Н. Глущенко назвал П. Горобца «мастером пейзажной миниатюры».
Произведения художника хранятся сейчас в музеях Полтавы, Киева, Харькова, Львова, Миргорода, Николаева, Москвы, Тбилиси и частных коллекциях.